# Врбица Стефанов
Врбица Стефанов (Кавадарци, 19. децембар 1973) је бивши македонски кошаркаш, а сада кошаркашки тренер. Играо је на позицији плејмејкера и најпознатији је по одличним играма у Монтепаскију из Сијене. Био је и дугогодишњи репрезентативац Македоније.

## Играчка каријера
Стефанов је кошаркашку каријеру започео у МЗТ-у из Скопља за који је играо од 1992. до 1998. године. Након тога још једну сезону игра у Работничком након чега започиње своју интернационалну каријеру. Свакако најзначајнији период проводи у Монтепаскију за који игра четири сезоне. Поред италијанске лиге освојио је и тадашњи Сапорта куп. Након тога одлази у Турску где са екипом Улкерспора осваја прву лигу Турске. Након тога његов клуб у Турској се изненада угасио, па на захтев тренера Драгана Шакоте долази у Црвену звезду. Међутим у Црвеној звезди је провео свега десетак дана, па се због приватних проблема вратио у Македонију. За Црвену звезду одиграо је само једну званичну утакмицу против ФМП-а у Железнику. Иако је при одласку из Црвене звезде изјавио да ће завршити каријеру, одиграо је још три сезоне.

### Репрезентација
Био је дугогодишњи репрезентативац Македоније и њен капитен. Учествовао је на два Европска првенства 1999. и 2009. године.

## Тренерска каријера
Након одласка Змага Сагадина постаје тренер МЗТ-а 2014. године. То му је прво тренерско ангажовање. Ипак услед лоших резултата убрзо напушта клупу МЗТ-а.

## Успеси

### Клупски
- Работнички:
  - Првенство Македоније (1): 1998/99.
- АЕК Атина:
  - Куп Грчке (1): 2001.
- Монтепаски Сијена:
  - Првенство Италије (2): 2003/04, 2006/07.
  - Суперкуп Италије (1): 2004.
  - Сапорта куп (1): 2001/02.
- Улкерспор:
  - Првенство Турске (2): 2005/06.